# Heidelberger Schlossfestspiele
Die Heidelberger Schlossfestspiele sind die bekanntesten und meistbesuchten Freilicht-Theaterspiele Nordbadens. Jeden Sommer finden sie im Innenhof oder in anderen Arealen des Heidelberger Schlosses statt. Gerhard Stratthaus, der ehemalige Finanzminister Baden-Württembergs, nannte sie bei der Eröffnung 2001 ein „kulturelles Aushängeschild ersten Ranges für die Stadt und die Region“.

## Organisation

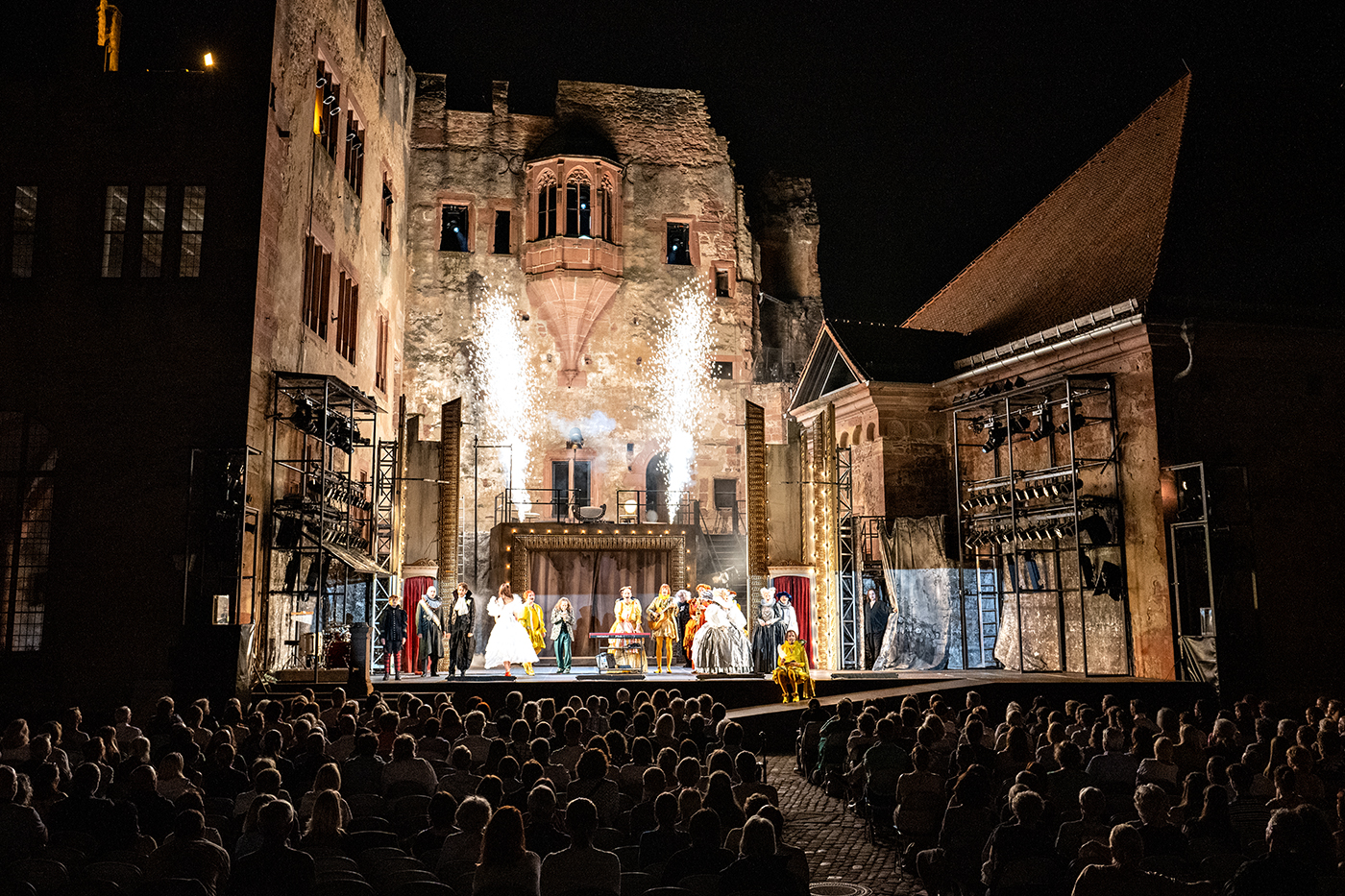
Die Eröffnung der Heidelberger Schlossfestspiele in der Spielzeit 2021/22

Die Heidelberger Schlossfestspiele werden vom Theater und Orchester Heidelberg, dem städtischen Theater organisiert. Der dortige Intendant ist zugleich der Festspielleiter. In der Vorkriegszeit wurden auch Gastspiele integriert, doch heute setzt die Festspielleitung bewusst auf ausschließlich „hauseigene“ Inszenierungen.

## Geschichte
Die Heidelberger Schlossfestspiele wurden 1926 von Rudolf Karl Goldschmit und Gustav Hartung ins Leben gerufen und mit einer Inszenierung von Ein Sommernachtstraum von William Shakespeare eröffnet. Auch die darauffolgenden Festspielsommer bis 1929 waren erfolgreich; Gerhart Hauptmann und Thomas Mann waren als Ehrengäste geladen. In der Spätphase der Weimarer Republik (d. h. von der Weltwirtschaftskrise 1929 bis zu Hitlers Machtergreifung 1933) mussten die Festspiele jedoch mangels Finanzierungsmöglichkeiten eingestellt werden.
1934 wurden sie als „Reichsfestspiele“ wieder aufgenommen und unter Reichspropagandaminister Joseph Goebbels ideologisch ausgeschlachtet. Die Idee, aus Heidelberg „ein Salzburg des deutschen Südwestens“ (s. u.) zu machen, stammte aber im Kern noch aus der Weimarer Republik. Zwischen Shakespeare-Klassikern wurden nunmehr Thingspiele (Beispiel: Kurt Heynicke: Der Weg ins Reich) gemischt. Heinrich George, der schon in der Weimarer Republik mitgewirkt, sich aber auch mit dem NS-Reich arrangiert hatte, ist ein Name, der sich mit den Heidelberger Schlossfestspielen jener Zeit verbindet.
Mit Ausbruch des Zweiten Weltkriegs wurden die „Reichsfestspiele“ nach 1939 eingestellt. Versuche, die Tradition der Schlossfestspiele in der Nachkriegszeit wieder aufzunehmen, kamen über einzelne Inszenierungen, darunter Die Freier von Joseph von Eichendorff, Schillers Die Räuber und eine Neuauflage des Sommernachtstraums, nicht hinaus.
Erst 1974 kam es zu einer Wiederbelebung der Festspiele vornehmlich als Touristenattraktion. Das bei Amerikanern beliebte Alt-Heidelberger Musical The Student Prince (siehe auch Heidelberg in der Dichtung), entwickelte sich in den darauffolgenden Jahren zum Klassiker. Regisseur war Helmut Hein, der in den Anfangsjahren auch die Partie des Prinzen-Erziehers Dr. Engel sang. Hein inszenierte die „Light Opera“ des ungarischen Komponisten Sigmund Romberg, der in den USA Karriere gemacht hatte, bis 2000. Dirigent dieser Inszenierung war James Allen Gähres.

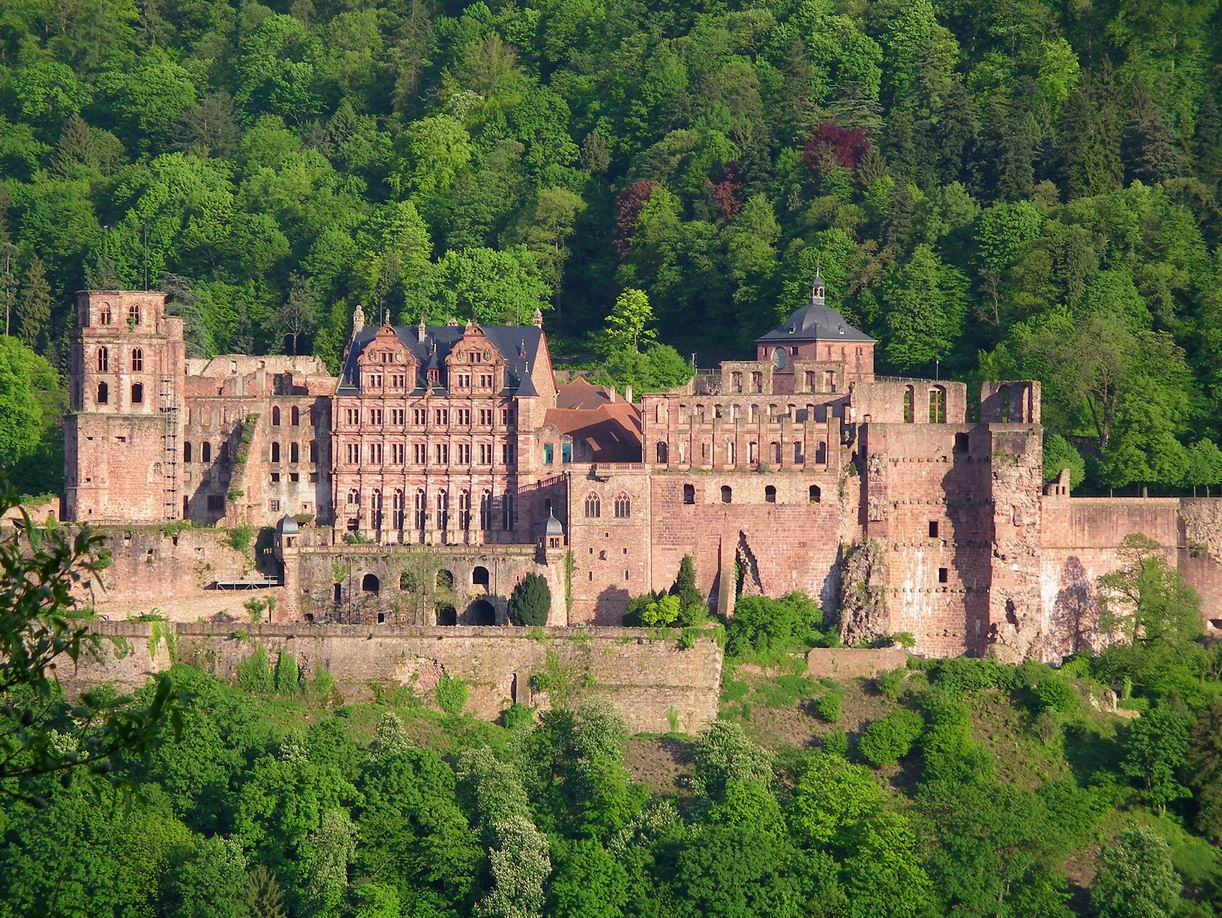
Heidelberger Schloss, Spielort der Heidelberger Schlossfestspiele

Mit Günther Beelitz, der im Jahr 2000 Intendant geworden war, änderte sich das Konzept. Statt touristisch vermarktungsfähiger Schloss-Romantik strebte er eine profunde Einheit der im Kern mittelalterlichen Architektur als Kulisse mit den Inhalten der Stücke an. Zwar gab es noch zweimal (2001 und 2002) Aufführungen der auf dem Stück Alt-Heidelberg von Rudolf Meyer-Förster basierenden Operette in der Inszenierung von Ingo Waszerka. Die Wirkung war indes nicht mehr die alte, denn Beelitz hatte den Aufführungsort innerhalb des Schlossareals verlegt und damit die Fläche reduziert.
Erfolgreiche Neuinszenierungen unter der Leitung von Beelitz, die seinem Harmoniekonzept Rechnung trugen, waren Der Name der Rose (Umberto Eco), Carmina Burana (Orff) und Ronja Räubertochter für Kinder.
Auch Oper, Tanztheater und Konzerte wurden als Genres in den Spielplan neu aufgenommen. Die Besucherzahlen sind seit Einführung dieses Konzepts sprunghaft gestiegen und erreichten in der Saison 2005 erstmals eine Größenordnung von knapp 30.000.
Von Sommer 2006 bis 2010 war der Heidelberger Intendant Peter Spuhler Festspielleiter der Heidelberger Schlossfestspiele. Im Jahr 2009 standen neben der Heidelberger Kult-Operette Der Studentenprinz, die Oper Der Liebestrank und Hamlet sowie im Dicken Turm die Produktionen Verliebte & Verrückte, Amphitryon und Wild Roses auf dem Programm. Daneben gab es wie immer die Schlosskonzerte mit dem Philharmonischen Orchester. Das Kinder- und Jugendtheater war mit seiner Version von Alice im Wunderland vertreten und das Tanztheater zeigte Rabbit is crying.

### Seit 2011
Unter der Intendanz Holger Schultzes waren bei den Heidelberger Schlossfestspielen seit 2011 alle fünf Sparten des Hauses vertreten. Dabei wurden die verschiedensten Spielorte genutzt, die das Heidelberger Schloss und die Schlossterrassen bieten.
Im Schlosshof gibt es in jedem Jahr eine neue, umfangreiche Inszenierung sowie eine Wiederaufnahme aus dem Vorjahr. Dabei wechseln sich Musiktheater- und Schauspielinszenierungen jährlich ab. Im Schauspiel werden im Schlosshof aufwendig produzierte Stoffe präsentiert. Im Zentrum stehen mit Livemusik untermalte komödiantische Stücke und Klassiker, in großer Besetzung aus dem Schauspielensemble des Theaters und Orchesters Heidelberg und Gästen sowie aufwendiger Statisterie. Schultzes Inszenierungen von Die drei Musketiere und Shakespeare in Love sorgten für Besucherrekorde. Im Musiktheater werden unter der Intendanz Holger Schultzes nach Carmen (2012) weniger Opern gezeigt und dafür vermehrt Musicals mit Beteiligung von Chor und Tanzensemble; My fair lady (2014), Kiss me Kate (2016), Anatevka (2018) und Im weißen Rössl (2021).
Im Dicken Turm werden im jährlichen Wechsel intimere Produktionen gezeigt. In der Regel werden hier musikalisches Schauspiel, Lustspiele, oft komödiantische und klassische Stoffe aufgegriffen (Sherlock Holmes, Der Geizige, Affäre Rue de Lourcine). 2022 wurde im Dicken Turm mit großem Erfolg die Tanzproduktion Warten auf die Barbaren von Tanzchef Iván Pérez gezeigt.
Auf der Spielstätte im Englischen Bau des Schlosses ist auch das Junge Theater mit einer jährlichen Neuproduktion vertreten. Sagen- und Märchenstoffe wie Cinderella, Robin Hood oder die Verzauberten Brüder wechseln sich dabei mit Klassikern des Kinder- und Jugendtheaters wie Michael Endes Rodrigo Raubein ab.
Bei den Schlosskonzerten werden im Schlosshof jedes Jahr mehrere neue Konzertprogramme geboten. Das Philharmonische Orchester Heidelberg spielt dabei neben klassischen Konzerten regelmäßig ein Programm mit berühmten Filmmusiken. Raum für junge Talente bietet eine Kooperation mit dem Forum Dirigieren, einem bundesweiten Förderprogramm des Deutschen Musikrats für den dirigentischen Spitzennachwuchs (ehemals Maestros von morgen). Ein besonderes Highlight bildet jedes Jahr das Konzert zur Schlossbeleuchtung.
Die Schlossfestspiele 2020 mussten aufgrund der COVID-19-Pandemie abgesagt werden. Im Corona-Sommer 2021 kamen trotz verminderter Platzzahl über 20.000 Besucher zu den Heidelberger Schlossfestspielen. Im Jahr 2022 wurde sogar eine Rekordzahl von knapp 41.000 Besuchern bei den Schlossfestspielen erreicht. Ermöglicht wurde das durch die Eröffnung einer vierten Spielstätte in der Gartenanlage das Heidelberger Schlosses, dem Sonnendeck auf der Bäderterrasse. Dort wurden Auftrittsmöglichkeiten für lokale Gruppen aus der freien Szene geschaffen. 2022 traten hier auch Künstler aus der Ukraine auf. Auch ein Format mit Eigenproduktionen der Ensembles stieß auf durchweg positive Resonanz.